# Humphrey Edwards

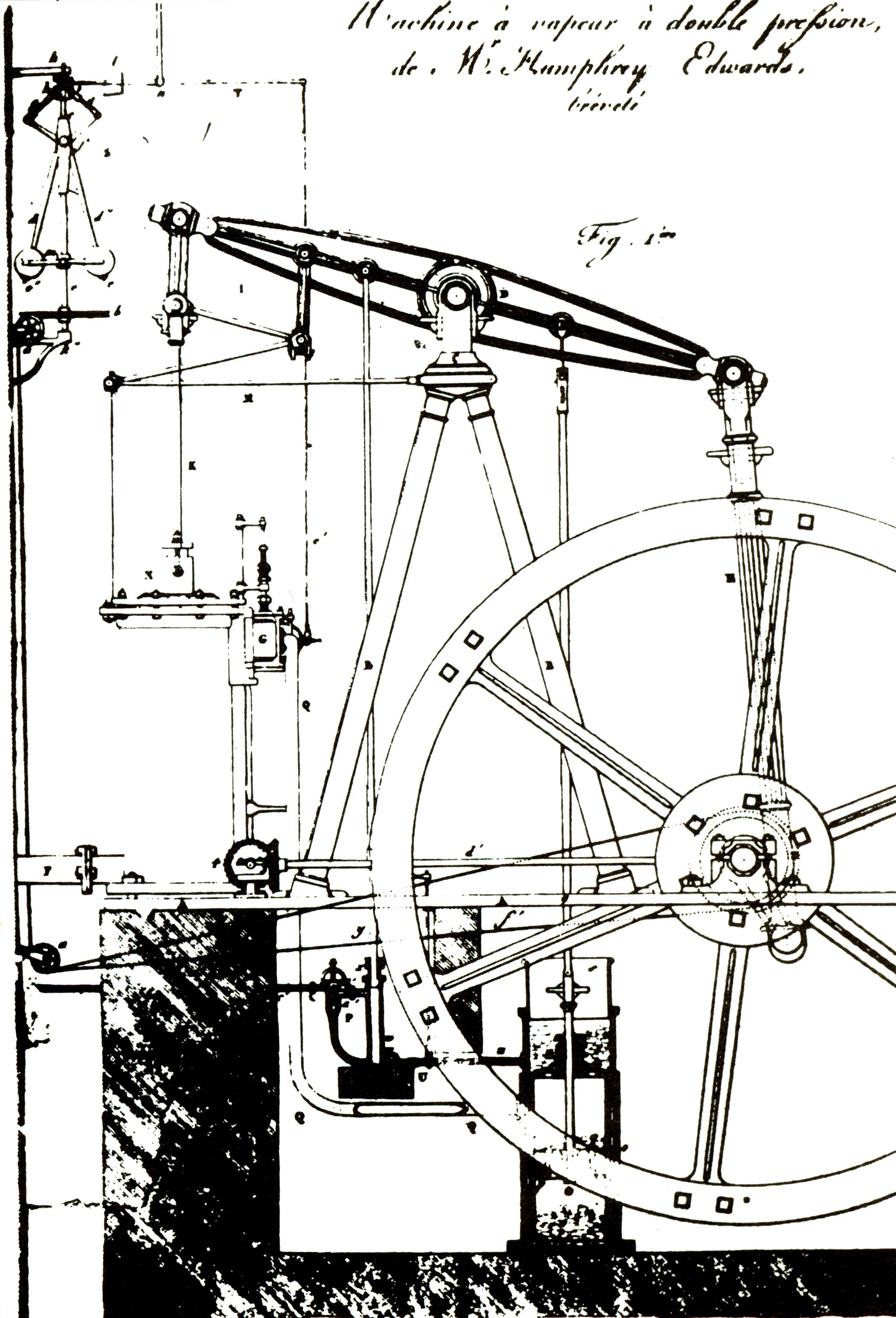
Moteur à double action de Humphrey Edwards qui introduisit le moteur Woolf à Paris en 1815

Humphrey Edwards (mort en 1829) est un ingénieur en mécanique anglais, spécialiste de la machine à vapeur.

## Repères biographiques
Ancien associé d'Arthur Woolf (l'association prit fin en 1811), il vint en France en 1815 et y commercialisa les machines à vapeur double compound qu'il avait brevetées. Une machine de Woolf fut notamment installée pour un essai en vue du remplacement de l'installation existante, en comparaison d'une machine monocylindre de type Watt au quartier du Gros-Caillou (Paris) pour réaliser un travail d'élévation de l'eau vers un réservoir destiné à fournir de l’eau à la partie ouest des quartiers de la rive gauche.
L’économie de combustible de 50 % annoncée par le constructeur ne fut semble-t-il pas obtenue. Un procès eut lieu au tribunal de la Cour royale de Paris, entre M. Edwards, vendeur et M. Lecour, acquéreur de la nouvelle machine. Dans l’expertise on fit intervenir Pierre Simon Girard et en 1821 Gaspard de Prony alors directeur de l’École des ponts et chaussées. C’est à l’occasion de ces essais que ce dernier mit au point le frein dynamométrique. Finalement l’écart de consommation avec une machine de type Watt ne fut estimé qu’à environ 13 % et la machine de type Woolf ne fut jamais installée.
Ce procès constitue aujourd’hui une source historique de première valeur et de nature à montrer dans quelles difficultés la pratique des machines à vapeur se débattait alors.
Son fils Henry Hind Edwards lui succéda à la tête de la maison, mais vers 1847 il abandonna les machines à vapeur fixes pour se consacrer aux locomotives, et devint directeur des services Matériel et Traction dans la toute nouvelle compagnie du chemin de fer de Paris à Strasbourg.